# Числа
Числа је насељено место у саставу града Омиша, Сплитско-далматинска жупанија, Република Хрватска.

## Историја
До територијалне реорганизације у Хрватској налазила се у саставу старе општине Омиш.

## Становништво
На попису становништва 2011. године, Числа је имала 302 становника.
| Број становника по пописима | Број становника по пописима | Број становника по пописима | Број становника по пописима | Број становника по пописима | Број становника по пописима | Број становника по пописима | Број становника по пописима | Број становника по пописима | Број становника по пописима | Број становника по пописима | Број становника по пописима | Број становника по пописима | Број становника по пописима | Број становника по пописима | Број становника по пописима |
| --------------------------- | --------------------------- | --------------------------- | --------------------------- | --------------------------- | --------------------------- | --------------------------- | --------------------------- | --------------------------- | --------------------------- | --------------------------- | --------------------------- | --------------------------- | --------------------------- | --------------------------- | --------------------------- |
| 1857                        | 1869                        | 1880                        | 1890                        | 1900                        | 1910                        | 1921                        | 1931                        | 1948                        | 1953                        | 1961                        | 1971                        | 1981                        | 1991                        | 2001                        | 2011                        |
| 74                          | 407                         | 228                         | 274                         | 304                         | 311                         | 184                         | 286                         | 362                         | 291                         | 276                         | 261                         | 255                         | 268                         | 290                         | 302                         |

Напомена: У 1869. садржи податке за насеље Острвица, док је део података у 1857. и од 1910. до 1948. садржан у насељу Острвица.

### Попис1991.
На попису становништва 1991. године, насељено место Числа је имало 268 становника, следећег националног састава:
| Попис 1991.‍  | Попис 1991.‍  | Попис 1991.‍ | Попис 1991.‍ | Попис 1991.‍ |
| ------------ | ------------ | ----------- | ----------- | ----------- |
|              |              |             |             |             |
| Хрвати       | Хрвати       |             | 262         | 97,76%      |
| остали       | остали       |             | 1           | 0,37%       |
| неопредељени | неопредељени |             | 1           | 0,37%       |
| непознато    | непознато    |             | 4           | 1,49%       |
| укупно: 268  |              |             |             |             |